# Peschiera
Peschiera é um gênero pertencente a família Apocynaceae.